# هجين (دير الزور)
هجين  مدينة وناحية سوريّة إداريّة تتبع منطقة البوكمال في محافظة دير الزور. بلغ عدد سكان الناحية 97,870 نسمة حسب تعداد عام 2004.
تقع على الضفة اليسرى لنهر الفرات في سوريا، ويحيط النهر بها من ثلاث جهات حيث تنتشر مزارعها وبيوتها على سهل فيضي ذي تربة لحقية كونتها ترسبات النهر.
ترتفع مدينة هجين 172 م عن سطح البحر وتبعد مسافة 110 كم إلى الشرق من دير الزور وحوالي 35 كم عن مدينة البوكمال، تبلغ مساحتها 250 كم2 عدا القسم الصحراوي منها في حين تشكل مساحتها مع القسم الصحراوي حوالي 1250 كم2.
تعتبر مدينة هجين مركز ناحية وتضم عدة قرى ومزارع وهي: غرانيج – الكشكية – أبو حمام – البحرة – حوامه _و أبو خاطر وأبو حسن،_ وفيها أحياء السوق وحوار والقلعة والعشرين وترتبط بمدينة دير الزور بطريق معبد يحاذي نهر الفرات وبطريق آخر يربطها بمدينة البوكمال بعد إنشاء جسر الرئيس حافظ الأسد في مدينة البوكمال.

## السكان
يبلغ عدد سكان المدينة حوالي 37935 نسمة موزعين في أحياء المدينة الخمسة وهي: الحي الغربي – الحي الشرقي – حي الوسط – حي أبو الحسن – القلعة السوق ومنطقه العشرين
يعمل معظم أهالي المدينة بالزراعة وخاصة زراعة القطن والقمح والشوندر السكري والخضار والأشجار المثمرة ومنها النخيل، كما يعمل قسم من السكان بتربية المواشي كالأغنام والأبقار ويوجد في المدينة ثلاث جمعيات تعاونية زراعية وجمعية للأبقار وجمعية للأغنام.
إضافة إلى دخل العديد من الأسر من خلال عمل قسم من أبناء المدينة الذين هاجروا إلى دول الخليج العربي واستقر قسم كبير منهم فيها.
أغلب سكان مدينة هجين هم من قبيلة العبيد عشيرة البوحردان ويشكلون ٩٠٪ من إجمالي السكان ومن صفاتهم الكرم والشجاعة.
النسب:عبيد بن جبر بن مكتوم بن لهيب بن محجوب بن بهيج بن ذبيان بن محمد بن أمير بن صهيب بن عمران بن حسين بن عبدالله بن جحش بن حازم بن عياده بن غالب بن فارس بن كرم بن عكرمة بن ثور بن عمرو بن معد يكرب الزبيدي النسب من مصدر موثوق والله وليً التوفيق.
يقال ان قبيلة العبيد عشيرة البوحردان جاؤوا اثناء القطر العراقي, 

## تاريخ المدينة
يعود تاريخ إعمار المدينة على ما يقارب 265 عام تقريباً حيث كانت المنطقة التي تقوم عليها المدينة أراضي خالية من السكان وتكثر فيها قطعان الغزلان والأرانب والحيوانات البرية، ونظراً لوفرة المياه وكثرة الأشجار وخاصة أشجار الحور والغرب والطرفة مما دفع بأهالي المنطقة إلى الاستقرار فيها. فقاموا ببناء منازلهم من الطين والحطب واهتموا بتربية الماشية وزراعة الأراضي وتعود تسمية المدينة على سكانها الذين كانوا يمتازون بتربية الإبل سريعة العدو والتي تسمى بالهجن لذلك أطلق عليهم اسم «أهل الهجن» ومنها جاءت تسمية (هجين).

## هجين حديثاً
كانت هجين عبارة عن قرية صغيرة تعتمد على الزراعة وتربية المواشي وتفتقر لأبسط الخدمات وخاصة الخدمات الأساسية. وبعد قيام ثورة الثامن من آذار عام 1963 أصبح في هجين جمعية فلاحية تعاونية ومستوصف وتم ربطها بمدينة دير الزور ومدينة البوكمال بطريق ترابي.
بقيت القرية على حالها حتى قيام الحركة التصحيحية حظيت هجين بخدمات كثيرة وتحولت إلى بلدة في عام 1983 ثم إلى مدينة بموجب المرسوم 42 لعام 1991، وتم إعداد المخطط التنظيمي للمدينة، وشق الطرقات وإنارة المدينة بالكهرباء وتنفيذ شبكة الهاتف نصف الآلي ومحطة تصفية مياه الشرب ومركز الشرطة ومقر الناحية ومعمل السجاد اليدوي والمركز الصحي ومركز التوليد الطبيعي وبناء مركز الكهرباء ومركز العمران ومصلحة الزراعة ومركز هاتف حي البحرة ومركز للمستهلك وجمعية تعاونية استهلاكية، كما تم بناء المدارس في أنحاء المدينة.
تم إنشاء مستشفى مجهز بأحدث الآجهزة التي يمكن تتواجد في البلاد، كما تم اعتماد مركزين طبيين مستقلبن ومركز طبي مدرسي للمدينة. ويوجد فيها مستشفى خاص، وتم إنشاء فرع للمصرف الزراعي في المدينة، ومجمع تربوي تابع لوزارة التربية. ومركز إطــفائي مجهز بالكامل مع طواقمه، وتم الانتهاء من إنشاء جسر القطار الذي يربط ضفتي نهر الفرات ويعد مشروعًا حيويًا جدا للمدينة.

## وصلات خارجية
الموقع الرسمي لمدينة هجين